# Ixodes fuscipes
Ixodes fuscipes är en fästingart som beskrevs av Koch 1844. Ixodes fuscipes ingår i släktet Ixodes och familjen hårda fästingar. Inga underarter finns listade i Catalogue of Life.